# Orosz beavatkozás az európai politikába
Az „Európa Hangja-ügy” egyike volt az európai politikára gyakorolt számos feltáratlan befolyásolási műveletnek. 2024-ben a cseh titkosszolgálat (BIS) leleplezett egy, az orosz állam által finanszírozott oroszbarát, befolyásoló hálózatot, amely az Európa Hangja nevű közéleti orgánummal jobboldali és euroszkeptikus politikusokat használt fel az európai parlamenti és más választások befolyásolására. A gyanú szerint a hálózat több európai politikust vesztegetett meg különböző országokból.

## Történelem
A BIS által 2024. március 28-án kiadott, a a Denník N cseh lap által közzétett jelentése szerint Oroszország több százezer eurót fizetett a Prága székhelyű jobboldali retorika "Európa Hangja" weboldal európai politikusoknak (főleg Hollandiából, Belgiumból, Németországból, Franciaországból, Magyarországról és Lengyelországból), hogy befolyásolják az európai választásokat az Ukrajna és az EU, jobboldali, euroszkeptikus politikusok segítségével.
A kampányban állítólagosan érintett politikusok közé tartozik például a holland FvD pártvezető Thierry Baudet, akivel az „Európa Hangja” adott interjút, valamint a belga Filip Dewinter Vlaams Belang párt. Maga Baudet szisztematikusan tagadta, hogy ilyen adományokat kapott volna, különösen az EU-ból való kilépésről szóló parlamenti vita során.
A Denník N által közzétett magas rangú cseh tisztviselő idézete szerint „Az Európa Hangja fő célja az volt, hogy elterjessze azt a keretet, hogy a béke csak akkor lehetséges, ha Ukrajna feladja szuverenitása és integritása védelmének jogát”. A BIS szerint az "Európa Hangját" Viktor Medvedcsuk, egykori ukrán oligarcha vezette, aki hosszú évek óta szoros barátságot ápol Putyin orosz elnökkel. Medvedcsukot Csehország azonnal felvette a szankciós listára, akárcsak közeli munkatársát Artem Marchevsky.
Az Európa Hangja is felkerült a szankciós listára, vagyis minden pénzügyi eszközt befagyasztottak. A híroldal tovább működhet, de pénzt már nem utalhatnak át a hozzá kapcsolódó személyeknek.
Az "Európa Hangja" híradásai szerint a Frankfurt összes súlyos bűncselekményének több mint feléért külföldiek a felelősek, és Macron francia elnök kampánya az oroszok ellen. A legutóbbi felmérések szerint a veszély nem vonzza a francia választókat. A Le Monde arról számolt be, hogy a DGSI a jövő júniusi európai választások felé irányuló oroszbarát kampányt vizsgált.

## Weboldal
A weboldal gyökerei Hollandiában vannak. Az oldalhoz akkoriban linkelt vállalkozó Thierry Baudet szélsőjobboldali vezetővel „dolgozott együtt” 2016-ban „az ukrajnai népszavazás előidézésében” – írta egy holland lap, utalva egy nem kötelező érvényű szavazásra, amelyen a holland szavazók ellenezték a politikai társulási megállapodás Ukrajna és az EU között.
2023-ban újraindult az „Európa Hangja”, és onnantól kezdve a prágai Vencel tér közelében volt a címe. 2024 márciusában egy lengyel üzletember, Jacek Jakubczyk átvette a társaság összes részvényét egy s.r.o.

## Érintett politikusok
A Voice of Europe YouTube-oldala felvonultatja az uniós törvényhozókat, akik közül sokan szélsőjobboldali euroszkeptikus pártokhoz tartoznak. Egyetértenek a zöld megállapodás ellen, megjósolják az Unió küszöbön álló összeomlását, vagy megtámadják Ukrajnát.
- Thierry Baudet, Holland FvD. Baudet-t az "Európa Hangja" interjúvolta meg, és rendszeresen tagadta, hogy adományokat kapott volna, különösen az EU-ból való kilépésről szóló parlamenti vita során.
- Filip Brusselmans,[3] belga politikus és politikai aktivista.
- Petr Bystron, német AfD, jelölt a 2024-es európai parlamenti választásokra. 2024 áprilisában a Müncheni Ügyészség választott tisztségviselők esetleges megvesztegetése miatt indítottak előzetes vizsgálatot. A Die Zeit szerint az ügyészség azt gyanította, hogy 20 000 eurót adtak át Bystron és az orosz propaganda munkatársai közötti prágai találkozón.[4]
- Filip Dewinter, Vlaams Belang party
- 'Matteo Gazzini, olasz Forza Italia, volt Lega Nord. Interjút adott a „Voice of Europe”-nak, és részt vett egy panelvitán más EP-képviselőkkel együtt. Tagadta, hogy pénzt ajánlottak volna fel neki, vagy vett volna fel neki.[5]
- Maximilan Krah, német AfD, a 2024-es európai választások első számú jelöltje és már EP-képviselő.

## Vizsgálatok és kormányzati reakciók
A cseh külügyminisztérium szankcionálta Viktor Medvedcsuk oligarchát, valamint magát a Voice of Europe-t és egy Artem Pavlovics Marchevskyi nevű személyt, aki feltételezhetően részt vett a műveletben.
A lengyel biztonsági szolgálatok bejelentették, hogy a határon átnyúló nyomozás részeként házkutatást tartottak Varsóban és a nyugat-lengyelországi Tychyben. A helyi média idézte a biztonsági szolgálatok közleményét, amely szerint a hatóságok 48 500 eurót és 36 000 dollárt foglaltak le.

## Politikai reakciók
"A Kreml ügyes, médiának színlelt eszközöket használ [és] pénzzel titkos befolyás vásárlására" - mondta Věra Jourová, az Európai Bizottság cseh alelnöke.

## Fordítás
Ez a szócikk részben vagy egészben  a   Russian interference in European politics című angol Wikipédia-szócikk fordításán alapul.  Az eredeti cikk szerkesztőit annak laptörténete sorolja fel. Ez a jelzés csupán a megfogalmazás eredetét és a szerzői jogokat jelzi, nem szolgál a cikkben szereplő információk forrásmegjelöléseként.